# Радініо Балкер
Радініо Роберто Балкер (нід. Radinio Roberto Balker, нар. 3 вересня 1998, Амстердам, Нідерланди) — нідерландський футболіст, центральний захисник клубу «Гронінген».

## Ігрова кар'єра
Радініо Балкер народився у місті Амстердам але займатися футболом почав у клубі «Алмере Сіті». З 2018 року футболіст виступав за дубль команди «Йонг Алмере Сіті» у Другому дивізіоні. З 2018 року він став гравцем основи, що виступає у Ерстедивізі. 14 грудня 2018 року Балкер зіграв першу гру в основі команди.
У липні 2021 року Радініо Балкер на правах вільного агента перейшов до клубу Ередивізі «Гронінген», з яким підписав трирічний контракт.